# Уединённый пошехонец
«Уединённый пошехонец» — первый в России провинциальный журнал. Издавался в течение 1786 года в Ярославле Η. Ф. Уваровым, А. Н. Хомутовым и Н. И. Коковцевым, под редакцией В. Д. Санковского. В 1787 году выходил под названием «Ежемесячное сочинение». Выходил при участии и активной поддержке ярославского генерал-губернатора А. П. Мельгунова и завершился в связи с его болезнью и смертью. Среди авторов — учителя М. В. Розин и И. Ф. Фортунатов, семинарист В. Васильевский, архиепископ Арсений (Верещагин), В. Д. и Н. В. Санковские. Многие статьи печатались анонимно. Тираж журнала едва ли превышал сотню экземпляров. Очевидно, он распространялся бесплатно или по благотворительной подписке среди ярославского дворянства, а возможно, и шире.
Журнал был органом масонского кружка А. П. Мельгунова, идейные установки которого отразились в названии журнала, который рассматривался как средство духовного влияния, воспитания читающей публики. На его страницах последовательно излагается определённая социально-философская программа издателей. В её основе — просвещенно-монархический идеал, совмещающийся с масонской заботой о нравственном самосовершенствовании, с проповедью уединения и практикой размышления на возвышенные темы. Второе объяснение названия журнала связывает его с подмосковной усадьбой Мельгунова Суханово, куда, согласно легенде, он удалялся с Санковским для работы над изданием.
Похвалы Екатерине II как просвещённой государыне сочетаются в журнале с советами, обращёнными к местным помещикам. Им рекомендовано разумно устраивать свои отношения с крестьянами. Высказывается и мнение о том, что принудительный труд на земле «пленников или преступников» оскорбляет её и мешает изобильному приношению плодов. Предметом критики становятся моральные пороки дворянства: лень, безделье, расточительность, пренебрежение крепостными. Достоинствами же видятся образованность, любовь к книгам, разумность, а также добродетельность, каковая является не сословным отличием, а общим достоянием всех высоких душ.
Призывы к осознанию своего общественного долга и к деятельному участию в жизни сменяются в журнале меланхолическими размышлениями о бренности живущего, о скоротечности человеческой жизни, об изменчивости и непостоянстве в мире, который «желает подвержен быть обману». Авторы журнала предлагают отрешиться от светской суеты и в мирном уединении искать покоя и гармонии в общении с природой, вдали от городов, в сосредоточенном труде на земле, в размышлениях и занятиях науками. Человеку приличествует «жизнь смешенная с злоключениями», которая научает его «познавать самого себя и изыскивать в себе способы к поправлению» — и в это же время личности, не понимаемой обществом, достойно уйти из него в пустыни и дебри, к тем близким людям, которые способны к благодарности и любви.
Человек, по логике авторов журнала, призван к самовоспитанию. Это воспитание духовно развитой, душевно богатой и щедрой личности в процессе упорного и напряжённого переживания и осмысления проблем собственного существования. Идеальная личность в журнальном описании — это человек, застигнутый историческими испытаниями, который отнюдь не отказывается от просветительского оптимизма, но всё чаще поверяет его логикой стоического долженствования «вопреки всему» — и душевно эмигрирует из вероломного общества в братство масонской ложи и на лоно всепримиряющей природы.
В «Уединенном пошехонце» были опубликованы «Сведения о Ярославском наместничестве», историко-географические очерки о городах и уездах Ярославского наместничества. Они были одним из этапов составления топографического описания края. В «Ежемесячном сочинении» краеведческих материалов было значительно меньше.
Ныне журнал существует в считанных экземплярах и является библиографической редкостью. Л. Н. Трефолев в конце XIX века пытался переиздать комплект журнала.